# Alnus serrulatoides
Alnus serrulatoides — вид квіткових рослин з родини березових. Поширення: Японія (пд. Хонсю, Сікоку).

## Біоморфологічна характеристика
Це невелике дерево або кущ до 5 заввишки. Кора темно-коричнева або пурпурово-коричнева. Гілки сіро-коричневі, шорсткі та злегка тріщинуваті. Листя від оберненояйцеподібного до округлого, 6–10 × 4–9 см, верхівка від загостреної до виїмчастої, основа клиноподібна, пластинка зверху від голої до запушеної, блискуча, знизу гола з жилкуванням від голого до волосистого, пилчасте з дрібними, рівними зубцями, рідко біля основи, з 6–9 парами сильно вдавлених бічних жилок, зморшкувате; ніжка листка 8–15 мм, червонувата (колір поширюється на листок), волосиста. Тичинкові суцвіття верхівкові, 3–6 ланцетно-довгастих сережок, прямовисні та щільно зібрані в бруньці й  звисають під час цвітіння, 12–35 × 2–4 мм, взимку коричнево-рожеві. Маточкові суцвіття на бічній гілці нижче чоловічих, 1–4 яйцювато-довгасті сережки, на квітконіжках 2 мм, 3–7 × 2–3 мм. Плід яйцеподібно-еліптичний, 8–20 × 5–10 мм, верхівка від тупої до підгострої. Насіння 2.5 × 2 мм, еліптично-оберненояйцеподібне. Цвіте у березні-квітні, плодоносить восени. 2n=28.

## Середовище
Населяє річкові середовища існування, часто в напівтіні.

## Використання
Про культивування цього виду не повідомляється.